# Fort McKenzie

Fort McKenzie est un poste de traite fortifié établi en 1832 par les commerçants de fourrures de l'American Fur Company sur la rivière Missouri, à une dizaine de kilomètres en amont du point de confluence avec la Marias, dans l'actuel comté de Chouteau au Montana.

## Histoire
En 1831, l'American Fur Company établit Fort Piegan à proximité du point de confluence des rivières Missouri et Marias, au cœur du pays des Amérindiens Pieds-Noirs, dans l'actuel comté de Chouteau au Montana. Le fort est occupé durant l'hiver 1831-1832 mais à cause de l'isolement et du risque d'attaque par les Amérindiens, le poste est abandonné et incendié au printemps.
En 1832, le commerçant de fourrures Kenneth McKenzie, au service de l'American Fur Company, envoie David D. Mitchell réétablir un poste de traite au sein du pays des Pieds-Noirs. Mitchell le nomme fort McKenzie en l'honneur de son supérieur.
Les relations entre les commerçants américains et les Amérindiens sont bonnes jusqu'en 1844. En janvier de cette année là cependant, un parti de guerre amérindien de passage se voit refuser l'accès au fort. Furieux, ils tuent un cochon appartenant au fort. Les hommes du fort se lancent à la poursuite des Pieds-Noirs mais ces derniers leur tendent une embuscade et tuent l'un d'entre eux. Pour se venger, François Chardon et Alexander Harvey chargent un canon qu'ils disposent face à l'entrée principale, attendant le prochain groupe d'Amérindiens venant commercer au fort. À la mi-février, lorsqu'un groupe de Pikunis venus échanger leurs peaux se présente devant les portes du fort, Harvey décharge le canon, tuant une dizaine d'entre eux et en blessant de nombreux autres, parmi lesquels des femmes et des enfants.
À la suite de ces incidents, la situation au fort devient intenable. Chardon en construit secrètement un nouveau plus en aval, à l'embouchure de la rivière Judith, qu'il nomme Fort Chardon puis incendie Fort McKenzie.